# Veľké Raškovce
Veľké Raškovce, ungarisch Nagyráska (bis 1927 slowakisch „Veľké Ražkovce“ oder „Veľká Raška“) ist eine Gemeinde im Osten der Slowakei mit 305 Einwohnern (Stand 31. Dezember 2024), die zum Okres Michalovce, einem Teil des Košický kraj, gehört und in der traditionellen Landschaft Zemplín liegt.

## Geographie

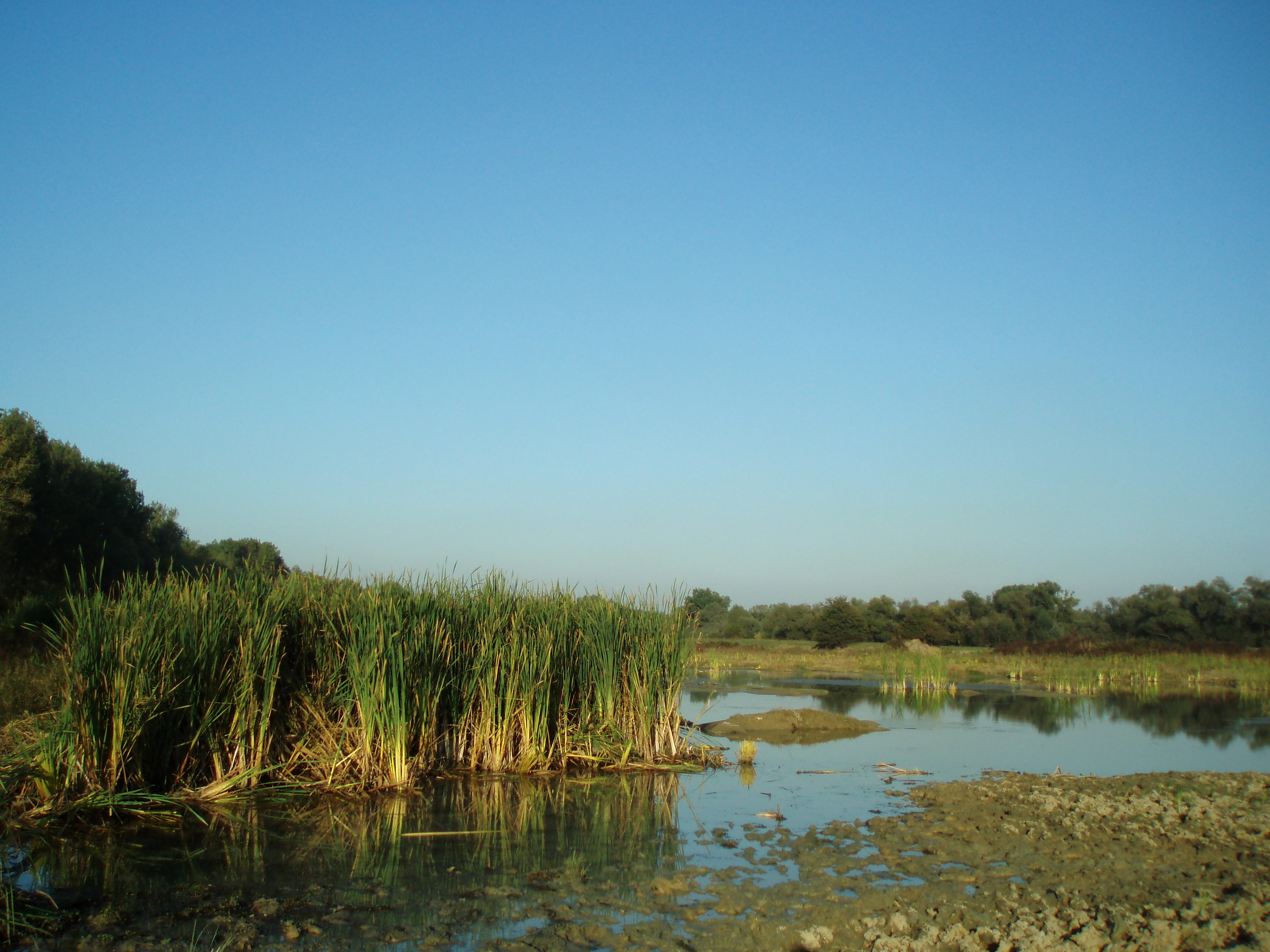
Auenlandschaft am Altarm des Laborec

Die Gemeinde befindet sich in der Ostslowakischen Ebene im Ostslowakischen Tiefland, auf einem Aggradationsdeich und am rechten Ufer des Laborec, am Zusammenfluss mit dem kanalisierten Fluss Duša. Das Ortszentrum liegt auf einer Höhe von 104 m n.m. und ist 14 Kilometer von Veľké Kapušany sowie 26 Kilometer von Michalovce entfernt.
Nachbargemeinden sind Malé Raškovce im Norden und Nordosten, Ižkovce im Osten, Beša im Südosten und Süden, Oborín im Südwesten und Westen und Malčice im Nordwesten.

## Geschichte

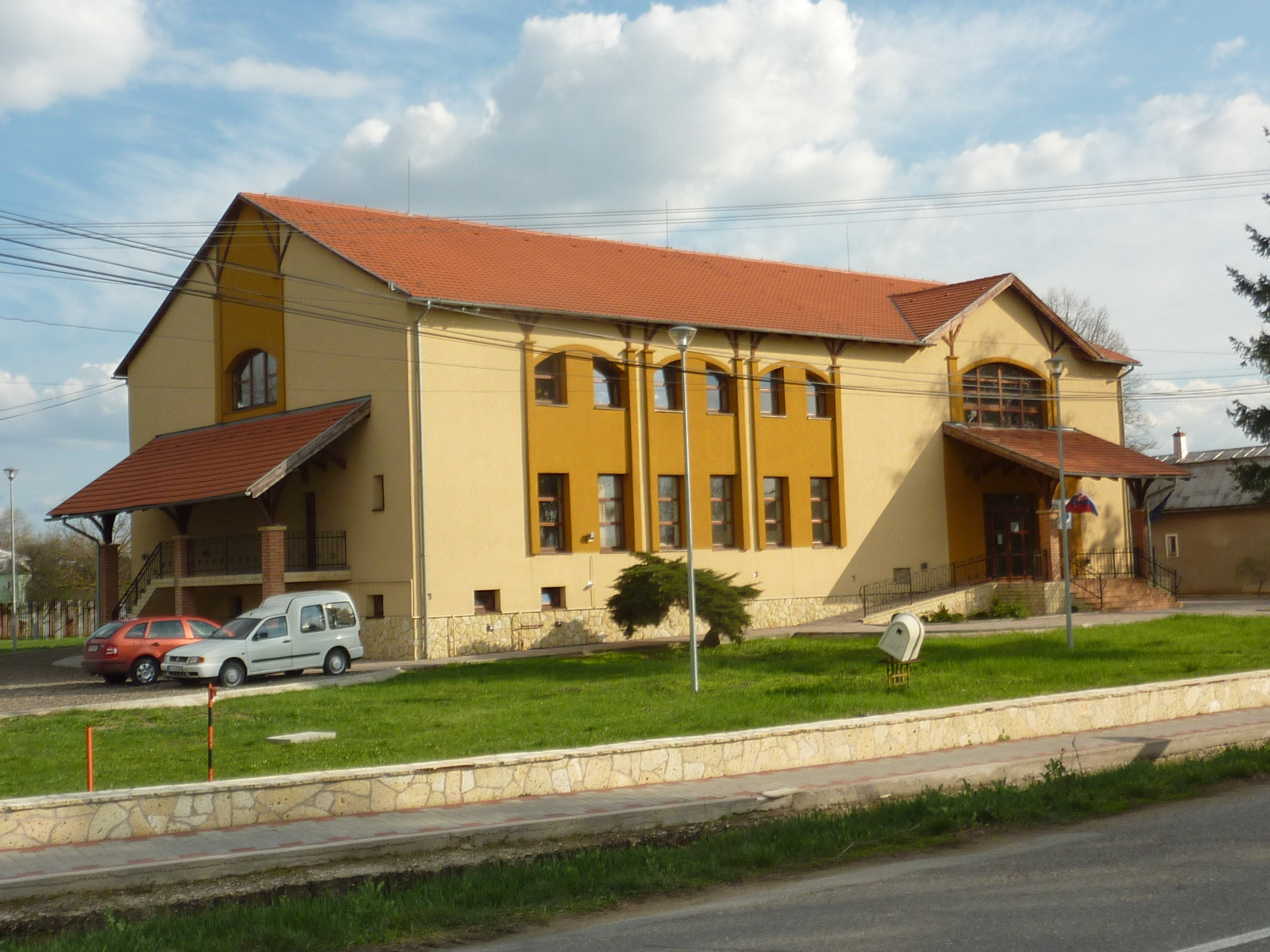
Gemeindeamt von Veľké Raškovce

Veľké Raškovce wurde zum ersten Mal 1332 als Rascha schriftlich erwähnt, weitere historische Bezeichnungen sind unter anderen Raska (1337), Eghasasrasca (1351), Naghraska (1478), Welka Raska (1773), Welke Rakowicze (1786) und Welké Rasskowce (1808). Das Dorf war Besitz mehrerer Familien, bis zum 15. Jahrhundert vor allem der Familie Buttkay sowie des örtlichen Landadels. Ab dem späten 16. Jahrhundert besaß das Geschlecht Soós Gutsanteile, gefolgt von den Familien Kiss und Horváth im 18. beziehungsweise Balassa und Stepánka im 19. Jahrhundert.
1715 gab es eine Mühle, 10 verlassene und drei bewohnte Haushalte. 1787 hatte die Ortschaft 54 Häuser und 429 Einwohner, 1828 zählte man 51 Häuser und 393 Einwohner, die als Landwirte tätig waren. Die Einwohner nahmen am Ostslowakischen Bauernaufstand von 1831 teil.
Bis 1918/1919 gehörte der im Komitat Semplin liegende Ort zum Königreich Ungarn und kam danach zur Tschechoslowakei beziehungsweise heute Slowakei. In der Zeit der ersten tschechoslowakischen Republik waren die Einwohner als Landwirte beschäftigt. Auf Grund des Ersten Wiener Schiedsspruchs war der Ort von 1938 bis 1944 noch einmal Teil Ungarns. Nach dem Zweiten Weltkrieg wurde die örtliche Einheitliche landwirtschaftliche Genossenschaft (Abk. JRD) im Jahr 1957 gegründet, ein Teil der Einwohner pendelte zur Arbeit nach Vojany und Veľké Kapušany.

## Bevölkerung
| Jahr                | 1994 | 2004     | 2014     | 2024    |
| ------------------- | ---- | -------- | -------- | ------- |
| Anzahl der Personen | 316  | 350      | 311      | 305     |
| Unterschied         |      | +10,75 % | −11,14 % | −1,92 % |

| Jahr                | 2023 | 2024    |
| ------------------- | ---- | ------- |
| Anzahl der Personen | 298  | 305     |
| Unterschied         |      | +2,34 % |

Nach der Volkszählung 2011 wohnten in Veľké Raškovce 334 Einwohner, davon 244 Magyaren, 62 Slowaken und drei Tschechen. 25 Einwohner machten keine Angabe zur Ethnie.
146 Einwohner bekannten sich zur reformierten Kirche, 108 Einwohner zur römisch-katholischen Kirche, 27 Einwohner zur griechisch-katholischen Kirche, 21 Einwohner zu den Zeugen Jehovas sowie jeweils ein Einwohner zur evangelisch-methodistischen Kirche und zur orthodoxen Kirche. Zwei Einwohner waren konfessionslos und bei 28 Einwohnern wurde die Konfession nicht ermittelt.

## Bauwerke und Denkmäler

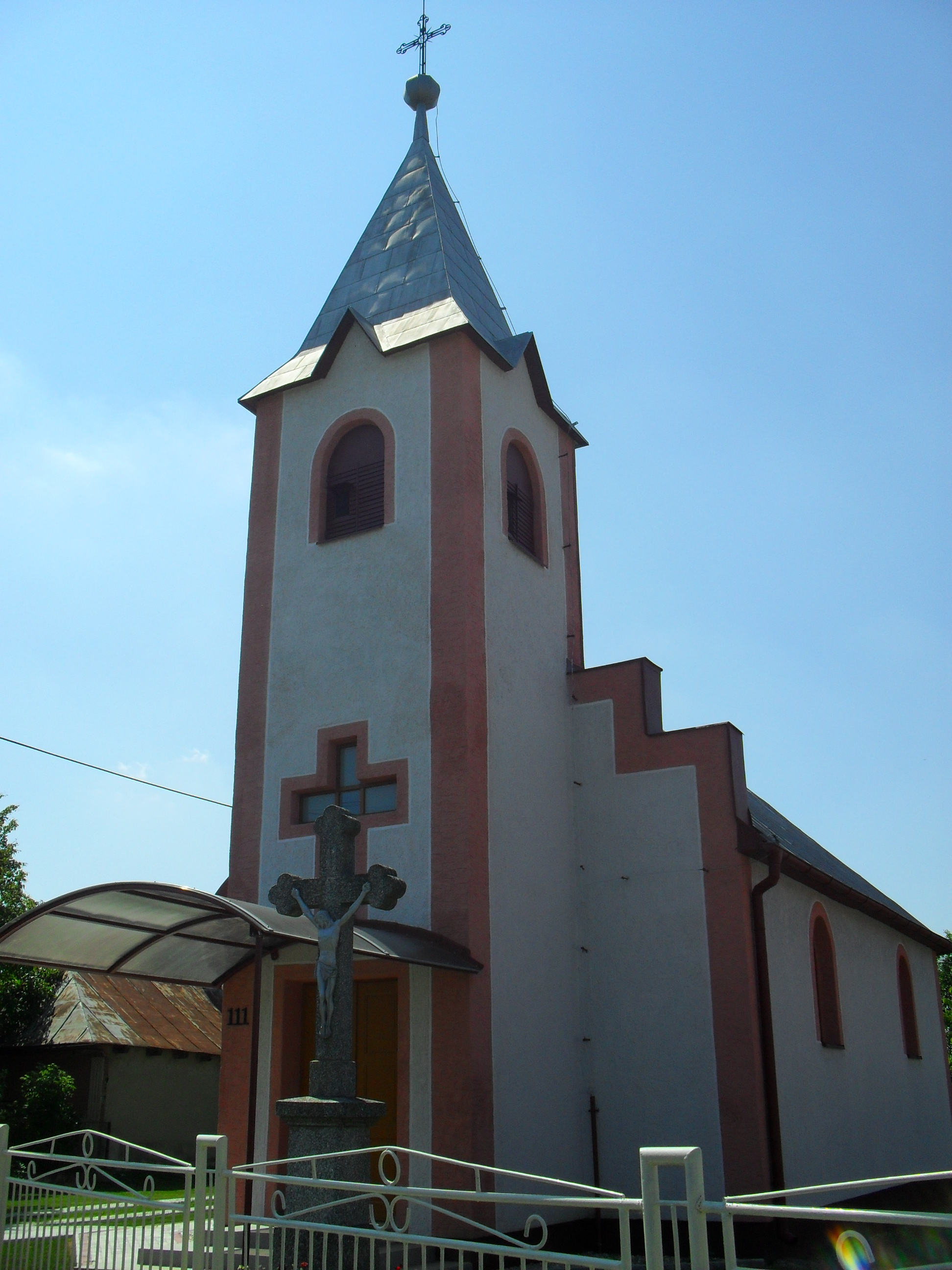
Reformierte Kirche

- reformierte (calvinistische) Kirche im klassizistischen Stil aus dem Jahr 1801[6]

## Verkehr
Durch Veľké Raškovce führt die Cesta II. triedy 552 („Straße 2. Ordnung“) von Oborín nach Veľké Kapušany, im Ort beginnt die Cesta III. triedy 3739 („Straße 3. Ordnung“) nach Malé Raškovce, Zemplínske Kopčany und weiter nach Močarany, einem Stadtteil von Michalovce. Der nächste Bahnschluss ist in Vojany an der Bahnstrecke Veľké Kapušany–Bánovce nad Ondavou.

## Söhne und Töchter der Gemeinde
- István Jakab (1928–2013), Hungarologe